# دانييل بيدريلي
دانييل بيدريلي (بالإيطالية: Daniele Pedrelli)‏ (16 مايو 1988 في إيطاليا - ) هو لاعب كرة قدم إيطالي في مركزي الدفاع والظهير. لعب مع إنتر ميلان ونادي بيزا ونادي تريفيزو ونادي تشيزينا ونادي سبيزيا ونادي فيرتوس إينتيلا ونادي أولهانينسي وكارسو كالتشيو ‏.

## روابط خارجية
- دانييل بيدريلي على موقع إي إس بي إن إف سي (الإنجليزية)
- دانييل بيدريلي على موقع قاعدة بيانات كرة القدم.إي يو (الإنجليزية)
- دانييل بيدريلي على موقع Soccerway.com (الإنجليزية)